# Wireless Gigabit Alliance

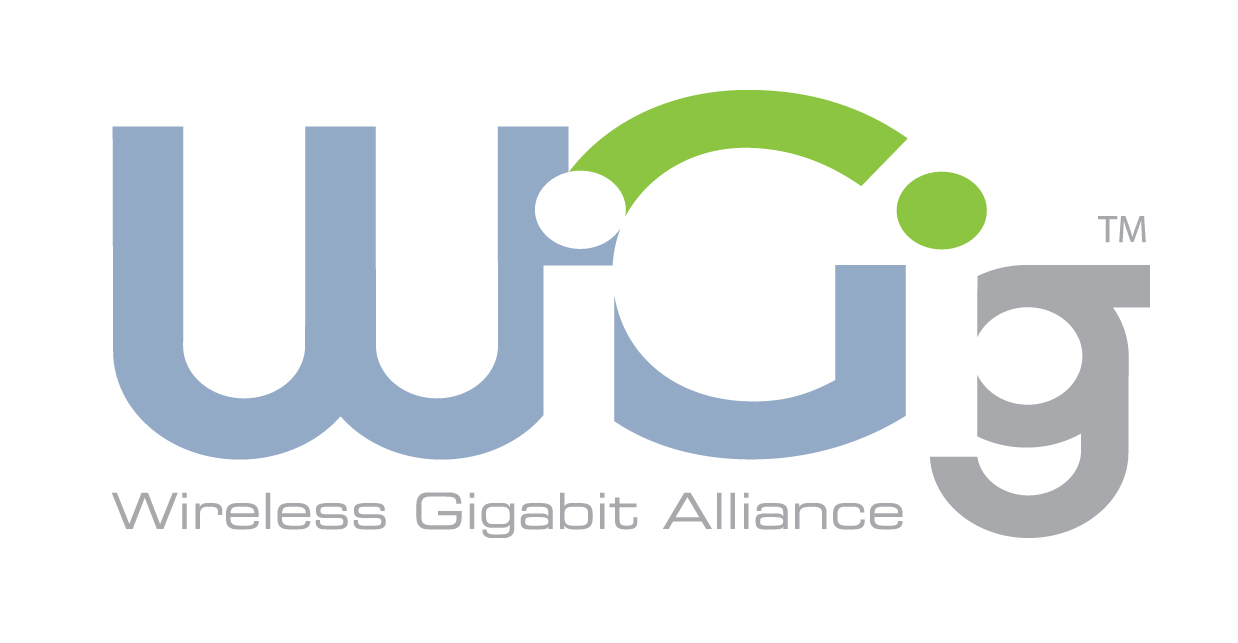
Logo de la WiGig Alliance

La Wireless Gigabit Alliance (WiGig) era una organización comercial que desarrolló y promovió la adopción de la tecnología de comunicaciones inalámbricas de alta velocidad multi-gigabit que opera en la banda de frecuencias sin licencia de 60 GHz. La alianza fue absorbida por la Wi-Fi Alliance en marzo de 2013.
Se anunció la formación de la alianza WiGig para promover el protocolo IEEE 802.11ad en mayo de 2009. La versión completa 1.0 de la especificación WiGig se anunció en diciembre de 2009. La versión 1.0 WiGig specification completa fue anunciada en diciembre de 2009. En mayo de 2010, WiGig anunció la publicación de su pliego de condiciones, la apertura de su Programa de Adopción, y el acuerdo de colaboración con la Wi-Fi Alliance para cooperar en la expansión de las tecnologías Wi-Fi. En junio de 2011, WiGig anunció el lanzamiento de su especificación 1.1  de la versión preparada para certificación.
La especificación WiGig permite a los dispositivos comunicarse sin cables a velocidades multi-gigabit. Permite datos inalámbricos de alto rendimiento, visualización y aplicaciones de audio que complementan las capacidades de los dispositivos LAN inalámbricos anteriores. Los dispositivos habilitados para WiGig tribanda, que operan en las bandas de 2.4, 5 y 60 GHz, ofrecen tasas de transferencia de datos de hasta 7 Gbit/s, casi tan rápida como una transmisión 802.11ac de 8 antenas, y cerca de 50 veces más rápida que la más alta tasa 802,11 n, mientras que mantiene la compatibilidad con los dispositivos Wi-Fi existentes. La señal de 60 GHz no puede normalmente penetrar las paredes, pero puede propagarse fuera de las reflexiones de las paredes, techos, suelos y objetos mediante la formación de haz integrado en el sistema de WiGig. Cuando itinera fuera de la sala principal, el protocolo puede cambiar para hacer uso de las otras bandas inferiores a un ritmo mucho menor, pero que se puede propagar a través de las paredes.